# Maiko Sakashita
Maiko Sakashita (jap. 坂下麻衣子 Sakashita Maiko; ur. 25 lutego 1985 r. w Nishinomiya, w Japonii) – siatkarka grająca na pozycji atakującej.
Obecnie gra w JT Marvelous.